# Pablo Pastells
Pour les articles homonymes, voir Pastells.
Pablo Pastells, né le 3 juin 1846 à Figueras (Espagne) et décédé le 16 août 1932 à Tortosa, en Tarragone (Espagne), est un prêtre jésuite espagnol. Missionnaire aux Philippines il en devint le premier historiographe et en écrivit une 'histoire' en plusieurs volumes qui fait encore autorité.

## Biographie

### Formation et premières années
Pablo Pastells est reçu dans la Compagnie de Jésus le 6 aout 1866 à Balaguer (Lérida), alors qu'il est séminariste en vue du sacerdoce. En 1868 à la suite d'un soulèvement populaire les jésuites d'Espagne doivent s'exiler. Le jeune Pastells se retrouve à Aix-en-Provence où il achève ses études de philosophie. Il revient néanmoins en Espagne en 1870, y fait ses études de théologie (entrecoupées de plusieurs séjours en exil) à Banyoles (Gerona) où il est ordonné prêtre le 24 décembre 1871. Entre 1872 et 1874 il œuvre à Alicante et à Murcie principalement auprès de la classe ouvrière, y fondant des 'cercles catholiques ouvriers'. Terminant sa formation avec le Troisième An en France (à Auzielle) il rentre en Espagne pour s'embarquer, en 1875, comme missionnaire au Philippines.

### Missionnaire aux Philippines
Le père Pastells se trouve à Manille comme secrétaire du supérieur de la mission. Il met à l'étude de la langue visayane tout en étant aumônier d'étudiants. Parmi les étudiants avec qui il gardera contact toute sa vie se trouve José Rizal, un des héros futurs de l'indépendance du pays. À partir de 1876, et cela jusqu'en 1887, pendant plus de 10 ans à l'image de son prédécesseur Adriano de las Cortes il est 'missionnaire itinérant', fondant çà et là (Cebu, Mindanao, archipel de Sulu, etc.) quarante-deux postes missionnaires (17840 chrétiens nouvellement baptisés) sur le modèle des anciennes réductions d'Amérique latine.
C'est-à-dire qu'il rassemblait les tribus semi-nomades de l'est de Mindanao et les établissait en communautés stables, d'abord le long de la côte, puis dans les forêts et les hautes terres de l'intérieur où la communication était beaucoup plus difficile. Il agit avec une grande efficacité et succès. Le supérieur de la mission présenta (1885) un rapport officiel au gouverneur général des Philippines, disant qu'à Mindanao, toute la côte du Pacifique avait été "complètement conquise".

### Historien en Espagne
En mauvaise santé il rentre dans son pays natal, l’Espagne (1er octobre 1893). Rétabli, il devient l’assistant (1894-1897) du supérieur provincial d’Aragon et commence à rassembler du matériau pour une future ‘histoire des Philippines’ qu’il projette d’écrire lorsque plus libre de ses obligations. Sept années de travail produisent 15 volumes avec cartes géographiques et quantité d'informations sur l’histoire générale et le travail des Jésuites dans les iles philippines. Il collabore avec Wenceslao Retana, le bibliographe philippin, à la nouvelle publication (Barcelone, 1897) de l'Historia de Mindanao de Francisco Combés .
A la demande du Supérieur général des Jésuites Luis Martín il seconde l'historien jésuite Antonio Astrain dans la rédaction d'une histoire des Jésuites en Espagne (et son empire colonial. Il s'y consacrera jusqu'à la fin de sa vie,.
En 1931, de nouveaux troubles politiques surgissent en Espagne. La monarchie est renversée et la Seconde République est proclamée : les Jésuites sont à nouveau chassés du pays. Cependant, presque aveugle et très affaibli, le père Pablo Pastells est autorisé à rester en Espagne. Il est accueilli dans un hospice local de Tortosa (Tarragone), où il meurt le 16 aout 1932.

## Écrits
- Une édition critique moderne en trois volumes (Barcelone, 1900-1902) de l'antique ‘Labor evangélica...’ (une première histoire des Philippines) (1663) du père jésuite Francisco Colín (es) (1592-1660).

## Source
- J.S. Arcilla: article Pastells, Pablo, dans Diccionario historico de la Compañia de Jesús, vol.IV, Roma, IHSI, 2001.